# Enver Petrovci
Enver Petrovci, född den 28 februari 1954 i Pristina i Kosovo i Jugoslavien, är en albansk skådespelare. Han har en rad shakespearekaraktärer på sin repertoar och grundade Dodonateatern.
I Jugoslavien hade Petrovci roller som Hamlet, Macbeth, Julius Cesar och andra berömda shakespearekaraktärer. Han var en av grundarna till Dodonateatern och Ageraskolan i Pristina.
Petrovci kommer att debutera i Festivali i Këngës 53, en av Albaniens största musikfestivaler, i december 2014. Petrovci kommer att delta med låten "Të vranë bukuri" (Förstörde din skönhet).

## Konstnärliga verk

### Teater
- Idioti - Regissör och huvudroll
- Dëshmitari kryesor - Regissör
- Kush më ka faj që jam shqiptar - Regissör
- Guxim për vrasje - Huvudroll

### Filmer
- Kur pranvera vonohet - 1980 - (serie)
- Lazari - 1984
- Rojet e mjegullës - 1988
- Forbidden sun - 1989
- Migjeni (film) - 1990
- Nekrologji - 1994
- Lule të kuqe, lule të zeza - 2003
- 1244 (film) 1244  - 2003
- Një Milion Euro - 2005
- Anatema - 2006